# Sjöslaget vid Stockholm
Sjöslaget vid Stockholm var ett sjöslag under Gustav Vasas befrielsekrig. Slaget stod mellan en svensk-lübsk flotta och en dansk flotta i november 1522 vid Stockholms skärgård.

## Bakgrund
Från och med 24 juni 1521 hade Gustav Vasa inlett försöken att erövra Stockholm, dock utan resultat. Efter att Lübeck anslutit till Gustav Vasa erhöll han snart därifrån 10 örlogsfartyg, ombord vilka det även fanns tyska knektar och ryttare, förda av den lübska amiralen Friedrich Bruun. Dessa anlände vid Söderköping den 7 juni 1522 och sattes under befäl av Erik Fleming och Staffan Sasse, vilket markerade starten för den svenska flottan. Flottan kom fram till Stockholm i juli och överraskade samt tog ett antal danska fartyg. Senare, i oktober, ankom även ytterligare 8 örlogsfartyg från Lübeck och sattes under befäl av Friedrich Bruun. Därmed var blockaden av Stockholm fullständig och belägringen kunde sättas igång ordentligt.

## Slaget
För att undsätta staden färdades den danska amiralen Søren Norby, kallad "amiral öfver Baltiska hafvet", med 9 örlogsfartyg och 30 transportfartyg lastade med livsmedel för de danska soldaterna i Stockholm. Han mötte dock motstånd från den svensk-lübska flottan vilken tvingade honom att retirera efter ett häftig slag och lämna de 30 transportfartygen bakom sig. Den danska flottan undvek en större förlust då de 8 örlogsfartygen under Friedrich Bruun vägrade delta i slaget.

## Följder
Utan dessa vitala livsmedel blev det nu klart att Stockholms intagande endast var en tidsfråga. Kristian II avsattes och därefter uteblev förstärkningar vilket tvingade besättningen av inleda förhandlingar. Förhandlingarna fortsatte tills Gustav Vasa till slut kunde intåga i Stockholm den 17 juni 1523.